# Saint-Maurice-sur-Eygues
Saint-Maurice-sur-Eygues este o comună în departamentul Drôme din sud-estul Franței. În 2009 avea o populație de 656 de locuitori.

## Evoluția populației
| An        | 1975 | 1982 | 1990 | 1999 | 2006 | 2009 |
| --------- | ---- | ---- | ---- | ---- | ---- | ---- |
| Populație | 345  | 439  | 484  | 543  | 618  | 656  |